# Ministerio de Gobierno (Panamá)
El Ministerio de Gobierno es el ministerio de Estado encargado de la gobernabilidad interna del estado panameño, la protección civil, la administración interna del estado, de bomberos, de los correos, las notarías y del sistema penitenciario; asimismo, le corresponde la gestión de las comunicaciones, el tránsito vehicular y aéreo, los derechos humanos y los refugiados de la República de Panamá.
Este ministerio está encargado de coordinar preferentemente las tareas políticas del gobierno. Como encargado del gobierno interior le corresponde supervisar a los gobernadores provinciales y a los Alcaldes Municipales.
Desde el 2 de julio de 2024,Dinoska Yinett Montalvo De Gracia es el actual titular de la cartera de Gobierno.

## Historia
Tras la separación de Panamá de Colombia, el 3 de noviembre de 1903, la Junta Provisional de Gobierno aprobó el Decreto N.º 14 de 9 de noviembre del mismo año, que organizó provisionalmente los ministerios de Estado entre los que se encontraba el Ministerio de Gobierno y Justicia. Su primer titular fue Eusebio A. Morales.
Entre las funciones que se le asignaron al Ministerio de Gobierno y Justicia en ese entonces, se encontraba todo lo relacionado con el orden público, la policía, divisiones territoriales, elecciones populares, decretos y leyes de la República.
Además, dentro de su competencia también le correspondía la revisión y suspensión de los acuerdos municipales y las resoluciones de los prefectos y alcaldes; impresiones oficiales, archivos nacionales, intérpretes públicos, correos, telégrafos; Higiénicos y Beneficiarios públicos; Cuerpo de Bomberos; Convención Constituyente; Asamblea Legislativa; agencias de navegación por vapor, empresa de tranvía, Compañía del Canal de Panamá y del ferrocarril de Panamá, preparar los proyectos sobre legislación en materia de régimen político y otras instancias que se establezcan en el Istmo.
Con este ministerio se logró concentrar la administración y organización de las políticas económicas que anteriormente eran de control de las autoridades de la Gran Colombia, en primera instancia y de la Nueva Granada después.
Por la necesidad de organización de las estructuras políticas de la nueva República, la Junta de Gobierno Provisional expidió el Decreto N.º 31 de 12 de diciembre de 1903, orgánico del Ministerio de Gobierno y Justicia mediante el cual se estableció que los asuntos de este ministerio se clasificarían por ramos: de Gobierno; de Higiene; Beneficencias y Recompensas, Contabilidad y Negocios Terminales.
Durante los primeros años de República, los gobernantes empezaron a transformar las políticas de la administración del Estado, creando para ello las Secretarías de Estado, mediante la Ley N.º 68 de 7 de junio de 1904, promulgada por la Convención Nacional de Panamá, a través de la cual se establecía que el Despacho Administrativo del Poder Ejecutivo se dividiría en Cuatro Secretarías. Desde esta perspectiva el Ministerio de Gobierno y Justicia con la Ley N.º 84 de 1 de julio de 1941, se divide el despacho administrativo del Poder Ejecutivo en 6 ministerios entre los cuales se encontraba el Ministerio de Gobierno y Justicia.
Actualmente, el Ministerio de Gobierno y Justicia fue reorganizado pasando a ser el Ministerio de Gobierno y siendo trasladadas las funciones de Seguridad pública al Ministerio de Seguridad Pública, se rige mediante la Ley 19 de 3 de mayo de 2010, por el cual se reorganiza y se establecen las funciones de sus respectivas secciones. Pasando a ser el Ministerio de Gobierno, teniendo nuevas funciones enfocadas en los derechos humanos, la gobernabilidad interna del estado, labores humanitarias, los refugiados y las notarías, dividiendo su organización en 4 ámbitos: Organización Central, Protección Civil, Administración de Justicia y Democracia y Gobernabilidad.

### Denominaciones históricas
En el transcurso de la Historia de Panamá republicana, esta cartera ha recibido diversas denominaciones:
- Ministerio de Gobierno (1903-1941)
- Secretaría de Gobierno (1941-1946)
- Ministerio de Gobierno y Justicia (1946-2010)
- Ministerio de Gobierno (desde 2010)

## Funciones
La Ley N.º 19 de 3 de mayo de 2010 le dicta la función de Asistir al Presidente de la República en los temas relacionados con el gobierno político interno, la seguridad interior y el ejercicio pleno de los derechos y garantías constitucionales, preservando y asegurando un gobierno, unitario, republicano, democrático y representativo, así como determinar las políticas de gobierno y planificar, coordinar, dirigir y ejercer el control administrativo de las provincias y comarcas indígenas, respetando sus valores culturales, así como promover su desarrollo.

## Organización
Esta cartera es presidida por el ministro de Gobierno, en la actualidad Roger Tejada. El Ministro de Gobierno sería quien ocupe la Presidencia de la República en caso de vacancia temporal o absoluta del Presidente y Vicepresidente de la República bajo el título de Ministro Encargado de la Presidencia de la República en apego a la Precedencia de Estado que realice el Ministerio de Relaciones Exteriores y al Consejo de Gabinete.
Organizacionalmente, bajo él se encuentran los Viceministerios.

### Viceministerios
- Viceministerio de Gobierno: es el viceministerio más antiguo y constituye el órgano de colaboración inmediata del Ministro en todas aquellas materias relativas a la coordinación territorial del gobierno, a la administración interna del estado y a reemplazar a Ministro en faltas temporales o absolutas. Desde el 1 de julio de 2019, Juana López Córdoba es la Viceministra de Gobierno.
- Viceministerio de Asuntos Indígenas: fue creado en el año 2010 con el objetivo de Coordinar y ejecutar, los Planes, programas y proyectos que promuevan la política pública de respeto y desarrollo integral de los Pueblos Indígenas, su identidad y valores fundamentales como parte de la Multiculturlaridad del Estado panameño. Desde el 28 de febrero de 2023, Ismael Jaén es el Viceministro de Asuntos Indígenas.

### Organismos bajo dependencia del Ministerio de Gobierno
Se encuentran bajo la dependencia del Ministerio de Gobierno los siguientes organismos:
- Benemérito Cuerpo de Bomberos de la República de Panamá
- Sistema Nacional de Protección Civil
- Centro Logístico Regional de Asistencia Humanitaria
- Dirección General del Sistema Penitenciario
- Autoridad Aeronáutica Civil
- Autoridad de Tránsito y Transporte Terrestre
- Dirección General de Correos y Telégrafos
- Banda Republicana
- Oficina Nacional para la Atención de Refugiados
- Autoridad de Pasaportes de Panamá
- Gobernaciones de las Provincias de Panamá
- Consejo de Seguridad Pública y Defensa Nacional